# Giarnni Regini-Moran
Giarnni Regini-Moran (Great Yarmouth, 2 agosto 1998) è un ginnasta britannico.

## Biografia
Suo padre Glenn Moran è di origine irlandese, mentre la madre Kerri Regini di origine italiana. Anche suo fratello Ricco è ginnasta.
Il nome Giarnni è stato scelto dalla madre che voleva un nome italiano che avesse anche qualcosa di inglese, ed ha pertanto deciso di aggiungere una erre a Gianni, perché in inglese suonava meglio.
Ha rappresentato la Gran Bretagna ai Giochi olimpici giovanili di Nanchino 2014, vincendo l'oro nel concorso individuale, nel volteggio e nel corpo libero ed il bronzo nella sbarra e nelle parallele.
Al Festival olimpico della gioventù europea di Tbilisi ha ottenuto l'oro nel concorso a squadre e nel corpo libero e l'argento nel volteggio e nella sbarra.
Ai Giochi europei di Minsk 2019 ha vinto la medaglia d'argento nel corpo libero, preceduto sul podio dal finlandese Emil Soravuo.
Agli europei individual di Basilea 2021 ha ottenuto il bronzo nel volteggio.
È stato selezionato per partecipare ai Giochi olimpici di Tokyo 2020.

## Palmarès
- Europei individual

Basilea 2021: bronzo nel volteggio.
- Giochi europei

Minsk 2019: argento nel corpo libero;
- Giochi olimpici giovanili

Nanchino 2014: oro nel concorso individuale; oro nel volteggio; oro nel corpo libero; bronzo nella sbarra; bronzo nelle parallele;
- Festival olimpico della gioventù europea

Tbilisi: oro nel concorso a squadre; oro nel corpo libero; argento nel volteggio; argento nella sbarra.